# Heinz Steinborn

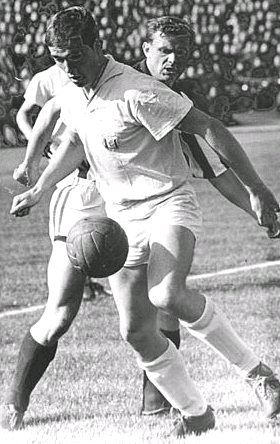
Heinz Steinborn (vorne) 1965

Heinz Steinborn (* 15. März 1940) war Fußballspieler in der höchsten Spielklasse des DDR-Fußballs, der Oberliga. Er spielte dort für den SC Chemie Halle und den 1. FC Magdeburg.

## Wechsel zwischen Dessau, Neubrandenburg und Berlin
Steinborn begann seine Fußball-Laufbahn bei der kleinen Betriebssportgemeinschaft BSG Motor Süd in Dessau und wurde später von der BSG Motor Dessau übernommen. Als er 1959 in die „Nationale Volksarmee“ eintrat, wechselte er zur Armeesportgemeinschaft Vorwärts Neubrandenburg und spielte dort bis zum Ende der Saison 1962/63, in den letzten beiden Jahren in der zweitklassigen DDR-Liga. Vorwärts Neubrandenburg gehörte zum System der zentralen Armeesportvereinigung Vorwärts, dessen Schwerpunktklub ASK Vorwärts Berlin die besten Fußballspieler aus den territorialen Armeesportgemeinschaften zugeführt wurden. So delegierten die Neubrandenburger ihren talentierten Mittelfeldspieler Steinborn im Sommer 1963 zum ASK. Die mit Steinborn verbundenen Hoffnung erfüllten sich jedoch nicht, er wurde nie in der Oberligamannschaft der Berliner eingesetzt. Steinborn wurde im November 1963 aus der Armee entlassen und kehrte zur BSG Motor Dessau zurück, wo er bis zum Ende der Spielzeit 1964/65 wieder in der DDR-Liga spielte.

## Eine Oberligasaison in Halle
Danach unternahm er erneut einen Versuch, in der Oberliga Fuß zu fassen und schloss sich dem Schwerpunktsportklub der Region, dem SC Chemie Halle an. Dessen Fußballmannschaft war gerade in die Oberliga aufgestiegen und suchte in dem mittlerweile 25-jährigen Steinborn einen erfahrenen Spieler. Er wurde den Erwartungen von Anfang an gerecht und entwickelte sich zu einem vielseitig einsetzbaren Akteur, der in den 20 Oberligaeinsätzen der Saison 1965/66 sowohl als Stürmer als auch im Mittelfeld und in der Abwehr spielte.

## Über Eisenhüttenstadt nach Magdeburg
Überraschend verließ Steinborn den Hallenser Klub bereits nach einem Jahr und folgte dem Werben des DDR-Ligavertreters BSG Stahl Eisenhüttenstadt, der versuchte, eine oberligataugliche Mannschaft zusammenzustellen. Nachdem Stahl Eisenhüttenstadt sein Ziel aufzusteigen mit Rang 4 am Ende der Saison 1966/67 verpasst hatte, wechselte Steinborn zum 1. FC Magdeburg, der anstelle von Eisenhüttenstadt den Oberligaaufstieg geschafft hatte. Treibende Kraft war unter anderem Steinborns früherer Trainer in Halle, Heinz Krügel, der inzwischen die Magdeburger trainierte. Er suchte Steinborn persönlich in Eisenhüttenstadt auf und überredete ihn zum Wechsel an die Elbe. Steinborn wurde von Beginn der Saison 1967/68 in der Oberligamannschaft des FCM eingesetzt und bestritt in seiner ersten Magdeburger Spielzeit 21 Oberligaspiele als ständiger Mittelfeldspieler. Bis 1970 gehörte Steinborn zur Stammelf des 1. FC Magdeburg. Inzwischen aber 30 Jahre alt geworden, war er zunehmend von jüngeren Spielern wie Gaube und Sykora von seiner Position verdrängt worden, und so bestritt Steinborn sein letztes Oberligapunktspiel am 3. Oktober 1970 in der Begegnung FC Dynamo – 1. FC Magdeburg (2:1). Danach wurde er noch einige Zeit in der 2. Mannschaft des FCM eingesetzt, mit der er im Sommer 1971 in die DDR-Liga aufstieg. Auch nach seiner Zeit als aktiver Fußballspieler blieb er seinem Sport treu. Noch mit knapp 60 Jahren trainierte er den Landesligisten SV 09 Staßfurt. Seinen Wohnsitz hat er weiterhin in Magdeburg. FCM-Anhänger haben in einer Bausteinaktion für das neue Stadion Magdeburg einen Stein Heinz Steinborn gewidmet.

## Suspekter Wandervogel
Mit seinen oftmaligen Wechseln fällt Steinborn augenfällig aus dem Rahmen der DDR-Sportpolitik. Wechsel von Fußballspielern waren in der Regel nur als Delegierungen von unterklassigen Gemeinschaften zu den Schwerpunktklubs oder Oberliga-Betriebssportgemeinschaften üblich. Wechsel innerhalb der Oberliga wurden meist nur durchgeführt, wenn es der Nationalmannschaft förderlich war. Als Steinborn 1967 zum 1. FC Magdeburg wechselte, es war die achte Station seiner Laufbahn, kommentierte Joachim Pfitzner, Sportredakteur des „Zentralorgans“ der DDR-Staatspartei SED (Neues Deutschland) den Vorgang folgendermaßen:

„In Magdeburg spielt jetzt Heinz Steinborn. Der Ex-Dessauer entwickelte sich zu einem ‚Wandervogel‘, wie die Fußballer sagen. Nach seinem Wehrdienst – während dieser Zeit spielte er in Neubrandenburg und Berlin – kehrte er zu Motor Dessau zurück. Dort hielt es ihn jedoch nicht lange. Während der Saison wechselte er zum Halleschen FC Chemie. Nach 12 Monaten packte er wieder seine Sachen und reiste gen Eisenhüttenstadt. Und nun, knapp ein Vierteljahr nachdem er mit Stahl Eisenhüttenstadt im vorentscheidenden Spiel um den Oberligaaufstieg in Magdeburg 0:5 unterlegen war, wandte er sich von der BSG Stahl ab und Magdeburg zu. Wohlgemerkt: Es geht uns nicht darum, irgend jemanden einen Spieler zu mißgönnen oder einem Fußballspieler vorzuschreiben, wo er zu spielen hat. Es geht uns um einen Appell an das Gewissen, an die Moral. Die Einstellung, überall die besten Rosinen aus dem Kuchen zu picken, vereinbart sich nicht mit unserem Lebensstil. Steinborn tat das bisher, und in Magdeburg weiß man nun hoffentlich um die zusätzliche Erziehungsaufgabe.“

Anmerkung: Die Ausführungen über den Wechsel von Dessau nach Halle sind falsch. Tatsächlich wechselte Steinborn erst zum Ende der Saison 1964/65 nach Halle, und der Klub war damals noch der SC Chemie.

## Statistik
- Alle Oberligaspiele und Tore
  - 1965/66: SC Chemie Halle, 20 Spiele, 6 Tore
  - 1967/68: 1. FC Magdeburg, 21 Spiele
  - 1968/69: 1. FC Magdeburg, 16 Spiele, 1 Tor
  - 1969/70: 1. FC Magdeburg, 16 Spiele
  - 1970/71: 1. FC Magdeburg, 02 Spiele